# روزهای خوب
«روزهای خوب» (به انگلیسی: Good Days) ترانه‌ای از خواننده-ترانه‌پرداز آمریکایی سیزا می‌باشد که در ۵ دسامبر سال ۲۰۲۰ از سوی تاپ داگ اینترتیمنت و آرسی‌ای رکوردز به‌عنوان تک‌آهنگ دومین آلبوم استودیویی وی تحت عنوان اس‌اواس (۲۰۲۲) منتشر گردید. سیزا این اثر را به‌همراهٔ جیکوب کولیر، که هم‌خوانی پس‌زمینه را نیز بر عهده دارد تهیه‌کنندگان کارتر لنگ، لس‌هندریکس و نیسنت نوشته است.